# Museo Giacomo Bresadola
Il Museo Diocesano di Scienze Naturali “Giacomo Bresadola” ha sede presso il Collegio Arcivescovile di Trento, in via Endrici 23. Il direttore del Museo è don Luigi Boninsegna.

## Storia

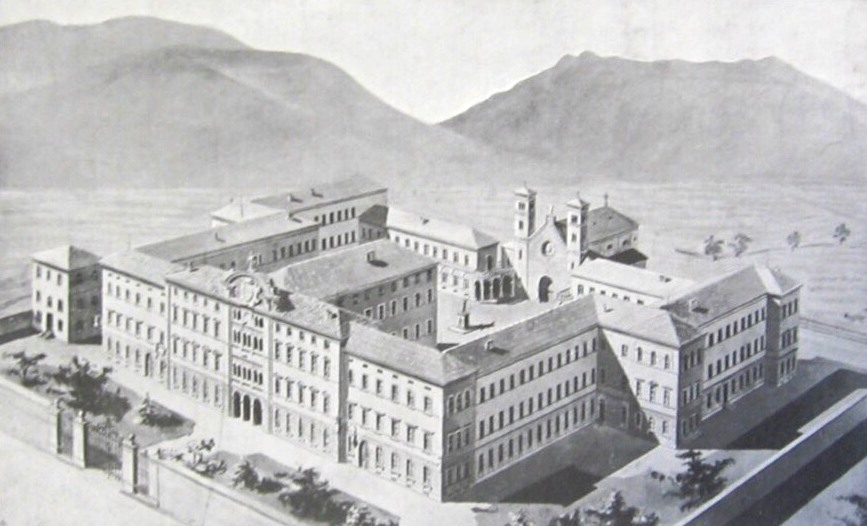
Seminario Minore di Trento

Il Gabinetto di storia naturale, così si chiamava inizialmente, sorse per fini didattici intorno al 1869, ed era collocato nel seminario minore (ora Liceo Scientifico Leonardo da Vinci). La collezione del museo si arricchì negli anni grazie a diverse donazioni da parte degli insegnanti, scienziati impegnanti a raccogliere esemplari per passione. Il museo possedeva anche un orto botanico, realizzato nel 1910 e abbandonato in seguito alla prima guerra mondiale. 
Nel primo dopoguerra, venne affidato a don Giovanni Bresciani e grazie al suo lavoro, le raccolte, distrutte dai bombardamenti, furono risistemate e lentamente incrementate. Sotto la sua direzione il museo visse un periodo di rinascita, grazie ancora alla collaborazione dei colleghi sacerdoti e degli studenti. Considerata l’importanza e il rilievo delle collezioni, negli anni Quaranta il Gabinetto assunse il nome di “Museo Diocesano di Scienze Naturali”. 
Dopo la seconda guerra mondiale, il Museo venne spostato più volte per soddisfare le esigenze didattiche sia degli studenti del Collegio Arcivescovile sia di quelli del Seminario Maggiore. Nel 1976, in seguito alla chiusura del Seminario Minore, il Museo fu portato provvisoriamente nella chiesa grande e solo più tardi, il 15 novembre 1982, fu inaugurata la nuova sede presso l'edificio del Collegio Arcivescovile e il museo intitolato a don Giacomo Bresadola.
Dopo il 2011, gli spazi del Museo furono destinati alle nuove classi della scuola elementare del Collegio e la collezione scientifica fu traslocata nell’ultimo piano dell’edificio principale. A causa dell'inagibilità delle aule il Museo oggi non è accessibile al pubblico.

## Collezione
Oltre alla ricca collezione di minerali, insetti, animali e strumenti scientifici, il Museo conserva un'interessante raccolta di erbari donati da insegnanti ed ex alunni:
- un erbario, di don Giacomo Bresadola
- tre erbari, di don Pietro Porta
- un erbario, di don Filiberto Luzzani
- la raccolta dattiloscritta delle memorie del Seminario Minore, di Mons. Giovanni Bresciani
- un erbario (in collaborazione con don Pietro Porta), una raccolta di minerali, rocce e fossili, di don Celestino Pezzi
- un migliaio di campioni di minerali, di don Matteo Holzhauser
- un erbario, del sig. Rochowanski
- una raccolta di Coleotteri, di don Augusto Eccli
- una raccolta di piante del Libano, di sig. Ernst Hartmann
- materiale vario, di don Michele Less
- materiale vario, di don Giuseppe Vargot
- materiale vario, di don Federico Taffelli
- esemplari, ricordi, testimonianze d'arte e del costume locale di terre di missione, di Mons. Alessandro Maria Gottardi
- esemplari di insetti e mammiferi del Sudamerica, di don Narciso Garbari
- collezioni di minerali e fossili delle Valli di Fiemme e Fassa, del maestro Ettore Dellagiacoma di Pedrazzo
- raccolta di minerali, di don Torresani
- esemplari di animali imbalsamati, del maestro Marchi
- una collezione di lepidotteri, del dr. Zacchia
- una collezione di esemplair di aragonite corraloide, di don Savino Widmann (attribuzione non sicura)
- campioni di minerali, rocce e fossili, di don Luigi Baroldi